# 陳孔達
陈孔达（1900年—1975年），又名颖，浙江嵊县人，中華民國軍官。

## 生平
陈孔达曾就讀於保定陸軍軍官學校第八期步科、陸軍大學特别班第一期、中華民國陸軍軍官學校高等教育班第八期。他擔任過浙军的排、连长以及湘军的连、营长。之後又擔任国民革命军第三十五军特务团副团长、团长，国民政府参谋本部第三厅中校参谋、上校科长，第十五师四十三旅少将旅长。1936年2月被授予陆军少将。
中國抗日战争爆发后，陈孔达任國民革命軍第七十三軍参谋长、副军长，国民革命军第八十七军副军长，抗日戰爭第三戰區国民革命军第七十军中将军长，抗日戰爭第三戰區副司令长官刘建绪部参谋长，中央训练团办公厅主任。1945年秋以国民革命军第七十军軍長的身份被派往台湾受降，並出任臺灣警備總司令部副总司令。1946年7月退役。之後移居美国。